# معركة سديم
معركة وادي سديم، والتي تسمى أيضًا غالبًا حرب الملوك التسعة أو مذبحة كدرلعومر، هي حدث في سفر التكوين 14:1–17 في الكتاب المقدس العبري والذي يحدث في أيام النبي إبراهيم و النبي لوط. كان وادي سديم ساحة المعركة لمدن غور نهر الأردن الثائرة ضد حكم بلاد الرافدين.
وقد اختلف العلماء حول ما إذا كان هذا الحدث قد وقع في التاريخ، ووفقًا لرونالد هندل، "الإجماع الحالي هو أنه لا يوجد سوى القليل من الذاكرة التاريخية للأحداث التي سبقت إسرائيل في سفر التكوين".

## خلفية
يوضح سفر التكوين أنه خلال أيام النبي لوط، كان وادي سديم وادي نهر حيث وقعت معركة سديم بين أربعة جيوش من بلاد ما بين النهرين وخمس مدن في غور الأردن. وفقًا للرواية التوراتية، قبل تدمير سدوم وعمورة، أخضع الملك العيلامي كدرلعومر القبائل والمدن المحيطة بغور نهر الأردن. بعد 13 عامًا، ثار أربعة ملوك من مدن سهل الأردن ضد حكم كدرلعومر. وردًا على ذلك، بدأ كدرلعومر وثلاثة ملوك آخرين حملة ضد الملك بارع ملك سدوم وأربعة ملوك آخرين متحالفين معه.

## موقع
وادي السديم أو وادي سديم, (بالعبرية: עֵ֖מֶק שִׂדִּים‏) "عيميق هاش-شيديم"، الذي يُعادل "بحر الملح" في سفر التكوين 14:3، والذي يُعادل نفسه "بحر العربة " في سفر التثنية 3:17، وهو نفس "البحر الميت" هو مكان توراتي اسم مذكور في سفر التكوين الإصحاح 14: "وكان وادي السديم مليئاً بآبار حمر" (سفر التكوين 14:3, 8, 10).
يُعتقد أن مدينة سديم تقع في الطرف الجنوبي للبحر الميت. وقد اقترح علماء اللاهوت أن تدمير مدن غور الأردن بالنار الإلهية والكبريت ربما تسبب في تحول سديم إلى بحر مالح، وهو ما يُعرف الآن بالبحر الميت.
ويسمى البحر الميت أيضًا "البحر الشرقي" في سفر حزقيال 47:18 (قارن سفر يوئيل 2:20)، وبحر لوط في اللغة العربية، وبحيرة الأسفلت في أعمال يوسيفوس.

## العواقب

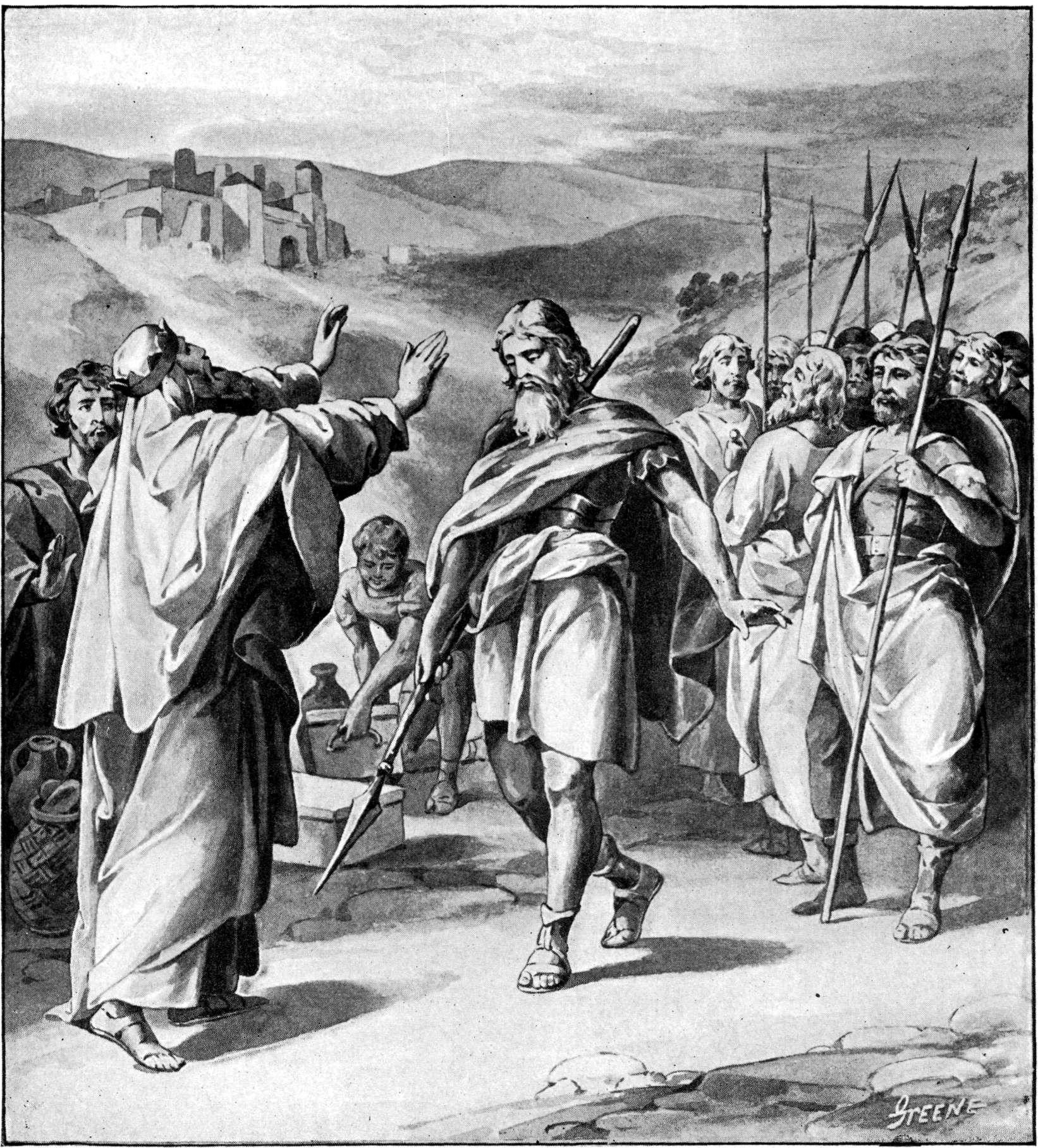
ملكي صادق يبارك النبي إبراهيم (رسم توضيحي عام 1897 بواسطة تشارلز فوستر)

تمكنت القوات الشمالية من التغلب على ملوك الجنوب في غور الأردن، مما دفع بعضهم إلى حفر الأسفلت أو القطران التي كانت تنتشر في الوادي. أما الذين هربوا فهربوا إلى الجبال، ومن بينهم ملوك سدوم وعمورة. ثم نهبت المدينتان من خيراتهما ومؤنهما، وأسر بعض مواطنيهما. وكان من بين الأسرى النبي لوط ابن أخ النبي إبراهيم.
ولما وصل الخبر إلى النبي إبراهيم وهو مقيم في إلوني ممرا مع عانر وأشكول، قام على الفور بعملية إنقاذ، وسلح 318 من خدمه المدربين، الذين ذهبوا لملاحقة جيوش العدو التي كانت تعود إلى أوطانها. لقد لحقوا بهم في مدينة دان، وقاموا بمحاصرة العدو من عدة جهات خلال غارة ليلية. واستمر الهجوم حتى حوبة، شمال دمشق، حيث هُزم كدرلعومر وقواته. واسترد النبي إبراهيم كل الأموال والأسرى (بما فيهم النبي لوط).
وبعد المعركة، أخرج ملكي صادق، ملك مدينة سالم، خبزاً وخمراً وبارك النبي إبراهيم، فأعطاه عشر الغنيمة عشوراً. ثم جاء بيرا ملك سدوم إلى النبي إبراهيم وشكره وطلب منه أن يحتفظ بالغنيمة ويرجع شعبه. رفض النبي إبراهيم قائلاً: "لقد أقسمت أني لن آخذ منك شيئًا، لذلك لا يمكنك أبدًا أن تقول: لقد أغنيت إبراهيم". ما قبله إبراهيم من بيرا بدلاً من ذلك كان طعامًا لرجاله البالغ عددهم 318 رجلاً وجيرانه الأموريين.

## التحليل العلمي

### تحديد هوية ملوك بلاد ما بين النهرين

#### أمرافيل
وقد اعتقد بعض العلماء مثل مؤلفي الموسوعة الكاثوليكية (1907) والموسوعة اليهودية (1906) أن أمرافيل هو اسم بديل لحمورابي الشهير. يرتبط الاسم أيضًا بإيبال بييل الثاني ملك إشنونة. ومع ذلك، فقد تم التخلي عن هذا الرأي إلى حد كبير في السنوات الأخيرة حيث كان هناك ملوك آخرون يحملون اسم حمورابي في يمحاض وأوغاريت. أعاد ويليام ف. أولبرايت بناء الاسم على النحو التالي: * أمورو-إيبال، * أمورو-أبيل، *أمورو-أبيلي، أو * أمورو-ايبول، والتي تُترجم جميعها إلى بعض الاختلافات في "مكافآت أمورو ". حدد علماء آخرون أمرافيل مع أراليوس، أحد الأسماء الموجودة في قوائم الملوك البابليين اللاحقة، والتي نُسبت أولاً إلى كتسياس.
وقد زعم ديفيد رول أن هذا الملك ينتمي إلى أمار سين، الحاكم الثالث لسلالة أور الثالثة. يقترح البعض أن أمرافيل هو اسم سامي يتكون من عنصرين، "أمار"، الذي استخدمه أيضًا الملك السومري أمار سين، و"أ-ب-ل". رفض جون فان سيترز، في كتابه إبراهيم في التاريخ والتقاليد، الوجود التاريخي إمرافيل. وفقًا لستيفاني دالي، كان أمرافيل "إما حمورابي مع لاحقة غير مفسرة -el، أو أموت-بييل الثاني، ملك قطنا، مع سوء القراءة الشائع للحرف r بدلاً من d ؛ ربما بسبب خلط بين الاسمين."

#### أريوك
يُعتقد أن أريوك كان ملكًا لمدينة لارسا. وقد اقترح أيضًا أن يكون هذا هو URU KI، والذي يعني "هذا المكان هنا". يحدد آخرون إلاسار مع حصن كيفا وهي مدينة معروفة من أرشيفات ماري في الألفية الثانية قبل الميلاد في محيط شمال ماري، وأريوك مع أريوك الذي يظهر في أرشيفات ماري باعتباره تابعًا لـ زميري ليم. وقد تم دعم تحديد هوية أريوك بالحاكم أريوك المذكور في أرشيفات ماري مؤخرًا من قبل علماء الآشوريات جان ماري دوران وستيفاني دالي. وفقًا لسفر التكوين السري (العمود 21)، كان أريوك ملكًا لكابادوكيا.

#### كدرلعومر
تنقل الترجمة السبعينية اسم كدرلعومر باسم خودولوغومور، مع الحفاظ على الحرف "غين" العبري القديم الذي اندمج مع الحرف "عين" بعد القرن الثالث قبل الميلاد. بعد اكتشاف وثائق مكتوبة باللغة العيلامية واللغة البابلية، كان يُعتقد أن كدرلعومر هو ترجمة حرفية للمركب العيلامي كودور-لاجامار، والذي يعني خادم لاجامارو - إشارة إلى لاجامارو، الإله العيلامي الذي ذكر وجوده آشور بانيبال. ومع ذلك، لم يتم العثور على أي ذكر لشخص يدعى كودور لاجامار حتى الآن؛ ومن المعروف الآن أن النقوش التي كان يُعتقد أنها تحتوي على هذا الاسم تحمل أسماء مختلفة (نشأ الارتباك بسبب تشابه الحروف). وفقًا لدالي، فإن عدم وجود شهادات خارج الكتاب المقدس لاسم الملك يمكن تفسيره بحقيقة وجود العديد من القادة العيلاميين المتزامنين في القرن الثامن عشر قبل الميلاد، وأنهم يُشار إليهم عادةً بألقابهم وليس بأسمائهم.
في ما يسمى بـ "ألواح كدورلعومر"، من مجموعة ألواح سبارتولي في المتحف البريطاني، تم ذكر "ملك عيلام" المسمى كودور-لاغومال وهو يهزم "دور-سيل-إيلاني، ابن إيري-إي-أكو" و" تودكولا، ابن غازا-إكس". تستخدم هذه الألواح، المكتوبة في وقت ما بين القرنين السابع والثاني قبل الميلاد، أسماء خفية أو غامضة للإشارة إلى الملوك، وعلى هذا النحو، يُعتقد أن كودور-لاغومال يمثل الملك كوتير-ناهونتي الثاني. حكم كوتير ناحونتي الثاني في القرن الحادي عشر قبل الميلاد، بعد مئات السنين من معركة سديم المفترضة، لكن اسمه، كوتير ناحونتي الأول من سلالة سوكالما، كان معاصرًا لحمورابي، والواقع أن حكمه في القرنين التاسع عشر والثامن عشر قبل الميلاد كان ليشهد المرة الوحيدة التي كانت فيها عيلام واحدة من القوى المهيمنة في بلاد ما بين النهرين، بما يتماشى مع تصويرها في الكتاب المقدس.

#### تيدال
يُعتبر تيدال بمثابة ترجمة حرفية لكلمة توداليا - والتي تشير إما إلى أول ملك للمملكة الحثية الحديثة (توداليا الأول) أو الملك الحثي البدائي المسمى توداليا. بالنسبة للأول، فإن لقب ملك الأمم يشير إلى حلفاء المملكة الحثية مثل الأموريين والميتاني؛ وبالنسبة للأخير فإن مصطلح "أغيار" يحمل معنى "هم، هؤلاء الناس". إن كلمة "al" ("قوتهم") تعطي إحساسًا بالشعب أو القبيلة وليس بالمملكة. ومن هنا جاءت عبارة "الأغيار" ("هؤلاء الناس خلقوا دولة ووسعوا سلطتهم"). ويرى آخرون أن الأغيار هم الحثيين والحوريين ومجموعات أخرى في وسط الأناضول. وفقًا لسفر التكوين السري (العمود 21)، كان موقع الأمم هو الأرض الواقعة بين النهرين (أي بلاد ما بين النهرين). يقترح جرانيرود أن أغيار تيدال قد يكونون مرتبطين بـ "جزر الأمم ( أغيار)" الواردة في سفر التكوين 10: 5.

### السياقالجيوسياسي

#### التحالفات
كان من الشائع أن يرافق التابعون/الحلفاء الملك القوي أثناء فتوحاته. على سبيل المثال، في رسالة من حوالي عام 1770 قبل الميلاد تروي خطابًا يهدف إلى إقناع القبائل البدوية بالاعتراف بسلطة زميري ليم ملك ماري:
لا يوجد ملك يستطيع أن يكون قويا بمفرده. عشرة أو خمسة عشر ملكًا يتبعون حمورابي ملك بابل؛ وكثيرون يتبعون ريم سين ملك لارسا، وإيبال فيل ملك إشنونة، وأموت فيل ملك قطنا، وعشرون ملكًا يتبعون ياريم ليم ملك يمحاض.
وكان تحالف الدول الأربع سيحكم مدنًا/بلدانًا منتشرة على مساحة واسعة: من عيلام في أقصى الطرف الشرقي من الهلال الخصيب إلى الأناضول في الطرف الغربي من هذه المنطقة. وبسبب هذا، هناك نطاق محدود من الفترات الزمنية التي تتوافق مع السياق الجيوسياسي لسفر التكوين 14. في هذا الحساب، تم وصف كدرلعومر بأنه الملك الذي تدفع له مدن السهل الجزية. وهكذا، لابد أن تكون عيلام قوة مهيمنة في المنطقة، وبالتالي فإن الملوك الثلاثة الآخرين لابد وأن يكونوا تابعين لعيلام و/أو شركاء تجاريين.

#### تجارة
كانت هناك فترات حيث كانت عيلام متحالفة مع ماري من خلال التجارة. كانت ماري أيضًا مرتبطة بسوريا والأناضول، اللتين كانتا بدورهما مرتبطتين سياسيًا وثقافيًا ولغويًا وعسكريًا بكنعان. كانت أقدم إمبراطورية مسجلة هي إمبراطورية سرجون، والتي استمرت حتى حفيده نارام سين.
وفقًا لكينيث كيتشن، هناك اتفاقًا أفضل مع الظروف في زمن كدرلعومر في كتاب أور نمو. كانت ماري مرتبطة ببقية بلاد ما بين النهرين من خلال التجارة الخليجية منذ عصر جمدة نصر، لكن التوسع في الروابط السياسية مع آشور لم يحدث حتى زمن إشبي-إيرا. كان الأموريون أو المارتو مرتبطين أيضًا بالحثيين في الأناضول من خلال التجارة.
ازدهرت التجارة بين ثقافة حضارة وادي السند في الهند وجمدة نصر في الفترة ما بين عامي 2000 و1700 قبل الميلاد. ومع تدهور وضع إيسن، ارتفعت ثروات لارسا - الواقعة بين إشنونة وعيلام - حتى هزم حمورابي لارسا. بين عامي 1880 و1820 قبل الميلاد كانت هناك تجارة آشورية مع الأناضول، وخاصة في المعدن "الأناكوم"، ربما القصدير.
كان طريق التجارة الرئيسي بين آشور وكانش يمتد بين نهري دجلة والفرات يمر عبر حران. شملت إمبراطورية شمشي أدد الأول وريم سين الأول معظم شمال بلاد ما بين النهرين. وهكذا يستنتج كيتشن أن هذه هي الفترة التي تتطابق فيها رواية سفر التكوين 14 بشكل وثيق مع أحداث زمن شمسي أدد وكدرلعومر

#### الحكام في المنطقة في حوالي عام 1800 قبل الميلاد
وكان الحكام المعنيون بالمنطقة في ذلك الوقت هم:
- آخر ملوك إيسن، دامق إيليشو، حكم في الفترة من 1816 إلى 1794[10]
- ريم سين الأول ملك لارسا حكم في الفترة من 1822 إلى 1763[10]
- آخر ملوك الوركاء، نبيليشوا، حكم عام 1802[10]
- وفي بابل حكم حمورابي في الفترة من 1792 إلى 1750[10]
- في إشنونة حكم إيبال بي إيل الثاني حوالي عام 1762[10]
- وكان في عيلام ملك اسمه كودزولوش[10]
- في آشور، حكم شمشي أدد الأول ج 1813-1781[10]
- وفي ماري، حكم ياسماه أداد في الفترة من 1796 إلى 1780، ثم تلاه زيمري ليم في الفترة من 1779 إلى 1757.[10]

### تأريخ الأحداث
عندما تم فك رموز الكتابة المسمارية لأول مرة في القرن التاسع عشر، قام ثيوفيلوس بينشيز بترجمة بعض الألواح البابلية التي كانت جزءًا من مجموعة سبارتولي في المتحف البريطاني، وكان يعتقد أنه وجد في "ألواح كيدرلعومر" أسماء ثلاثة من "ملوك الشرق" المذكورين في سفر التكوين 14. وبما أن هذا هو الجزء الوحيد من سفر التكوين الذي يبدو أنه يضع إبراهيم في إطار التاريخ السياسي الأوسع، فقد بدا للعديد من المفسرين وعلماء الآشوريات في القرن التاسع عشر وأوائل القرن العشرين وكأنه يقدم فرصة لتاريخ إبراهيم، إذا أمكن التعرف على الملوك المعنيين.
ترجمة "ألواح كدرلعومر" من مجموعة سبارتولي :
وبفضل مشورتهم الحازمة، أقاموا كودور-لاجامار ملكًا على عيلام. "والآن من يرضيهم [-] سيملك في بابل، مدينة بابل (...) أي ملك من ملوك عيلام هو الذي اهتم بإيساجيلا و..." ؟ البابليون... و[-] رسالتهم: «(أما) [الكلمات] التي كتبتها: 'أنا ملك، ابن ملك، من [نسل ملكي] أبدي، [في الواقع] ابن ابنة ملك جالس على العرش الملكي. [أما] دور-سيل-إيلاني بن إيريوك، الذي [حمل] الغنائم [-]، فقد جلس على العرش الملكي ... [-] [أما] نحن، فليأت ملك يكون [نسبه] ثابتًا] منذ الأيام القديمة، ويُدعى سيد بابل (...) عندما يصرخ حارس السلامة [-] خافت روح إيشارا الحامية [-]. فأسرع العيلاميون إلى أعمال الشر لأن الرب فكر في الشر لبابل. وعندما وقفت عبقرية العدالة الحامية جانباً، خافت روح إيشارا الحامية، معبد كل الآلهة. واستولى العدو العيلامي على ممتلكاته، فغضب إنليل الساكن فيها. عندما تغيرت السماوات (؟) مظهرها، أدى الوهج الناري والريح الشريرة إلى محو وجوهها. فزعت آلهتهم، ونزلوا إلى الأعماق. أعاصير، رياح شريرة اجتاحت السماء. لقد أصبح خالق آنو (الآلهة) غاضبًا. لقد قلل من مظهرهم (السماوي)، وأهدر (؟) مكانته (السماوية)، وبحرق ضريح إينا، محا تصاميمه. [-] إيشارا، العالم السفلي ارتجف. [إنليل؟] أمر بالتدمير الشامل. [لقد] أصبح الإله غاضبًا: وأمر بتدمير أرض إن[ليل] لسومر. من هو كودور-لاجامار، الفاعل الشرير؟ لذلك دعا أومان مان (الذي كان على مستوى) قاد أرض إنليل، وأفسد (؟) [-] بجانبهم. عندما أسرع [-] إيزيدا، ونابو، أمين الجميع [-] إلى [-] انطلق [في اتجاه مجرى النهر، نحو المحيط، أسرع إبي توتو، الذي كان على البحر، إلى الشرق، عبر (نابو) البحر واتخذ مسكنًا ليس خاصًا به. كانت طقوس إيزيدا، البيت الآمن، ساكنة كالموت. فأرسل العيلاميون [العدو] مركبتهم، واتجهوا نحو بورسيبا باتجاه مجرى النهر. نزل عبر الطريق المظلم، ودخل بورسيبا. هدم العيلامي الخبيث حرمه وقتل أشرافه.وبسلاحه نهب كل المعابد. فأخذ أمتعتهم وذهب بها إلى عيلام. هدم سورها، وملأ الأرض [بكاءً...] (...) ملكًا متهورًا [-] أسقط بالسلاح دور-سيل-إيلاني ابن إيريوك ، نهب [-] المياه فوق بابل وإيساجيلا، ذبح [-] بسلاحه الخاص مثل الغنم، [-] أحرق بالنار، كبارًا وصغارًا، [-] بالسلاح، [-] قطع صغارًا وكبارًا. تودكولا بن غازا، نهب المياه فوق بابل وإيساجيلا، وضرب ابنه رأسه بسلاحه الخاص. [-] نهب سيادته [لطقوس] أنونيثوم [ملك] عيلام [-] العظيم ...[-] أرسل مثل الطوفان، جميع مراكز عبادة أكاد ومقدساتها وأحرقها [بالنار] وقطع ابنه كودور-لاجامار وسطه وقلبه بخنجر من حديد، [-] أخذ عدوه وبحث عنه (؟). الملوك الأشرار، المجرمين، [-] تم القبض عليهم. فغضب عليهم ملك الآلهة مردوخ (...) [فاعل] الشر له [-] قلبه [-] فاعل الخطيئة لا يجب عليه [-]
في عام 1887، كان شريدر أول من اقترح أن يكون أمرافيل تهجئة بديلة لحمورابي. لقد لوحظ أن الطرف -bi في نهاية اسم حمورابي يوازي أمرافيل حيث أن الرمز المسماري لـ -bi يمكن نطقه أيضًا -pi. كانت هناك ألواح معروفة تم فيها حذف الرمز الأولي لحمورابي، والذي كان ينطق كـ kh ليعطي كلمة خامورابي، وبالتالي أصبح نطق كلمة أمورابي قابلاً للتطبيق. لو تم تأليه حمورابي في حياته أو بعده بفترة وجيزة (إضافة -il إلى اسمه للدلالة على ألوهيته)، فإن هذا من شأنه أن يؤدي إلى شيء قريب من أمرافيل في الكتاب المقدس. وبعد ذلك بقليل، عثر جان فنسنت شيل على لوح في المتحف العثماني الإمبراطوري في إسطنبول من عهد حمورابي يحتوي على اسم قرأه على أنه كودور-نوخامار، الذي حدده على أنه كيدرلاومر، ولوح كودور-لجامار الذي كتبه بينشز. وهكذا بحلول أوائل القرن العشرين، أصبح العديد من العلماء مقتنعين بأن ملوك تكوين 14: 1 قد تم تحديدهم، مما أدى إلى المراسلات التالية:
| الاسم من تكوين 14: 1                            | الاسم من علم الآثار                  |
| ----------------------------------------------- | ------------------------------------ |
| أمرافيل ملك شنعار                               | حمورابي (=أمورابي) ملك سومر          |
| أريوك ملك إلاسار                                | إيري-أكو ملك لارسا                   |
| كدرلعومر ملك عيلام (= خودولوغومور في السبعينية) | كودور-لاجامار ملك عيلام              |
| تيدال، ملك الأمم (أي أغيار، حرفيًا "الأمم")      | تودخاليا الأول (ابن غزة) ملك الحثيين |

واليوم أصبحت محاولات التأريخ هذه مجرد فضول تاريخي. من ناحية أخرى، مع تحرك الإجماع العلمي بشأن تاريخ الشرق الأدنى القديم نحو وضع حمورابي في أواخر القرن الثامن عشر (أو حتى بعد ذلك)، وليس القرن التاسع عشر، وجد علماء اللاهوت الاعترافيين والإنجيليين أنهم مضطرون للاختيار بين قبول هذه التعريفات أو قبول التسلسل الزمني الكتابي؛ كان معظمهم غير راغبين في القول بأن الكتاب المقدس قد يكون على خطأ، وبالتالي بدأوا في مزامنة إبراهيم مع إمبراطورية سرجون الأول، وسقط عمل شرادر وبينشيز وشيل من صالحهم. وفي الوقت نفسه، قوضت الأبحاث الإضافية في بلاد ما بين النهرين وسوريا في الألفية الثانية قبل الميلاد محاولات ربط إبراهيم بقرن محدد ومعاملته كشخصية تاريخية بحتة، وفي حين أن هذا ليس مستحيلاً من الناحية اللغوية، فإن تحديد حمورابي بأمرافيل يُعتبر الآن غير مقبول.
يقدم مايكل أستور، في قاموس أنكور للكتاب المقدس، ملخصًا لأحد التفسيرات الحديثة لسفر التكوين 14 (يُترجم إلى "عمرافل"، و"أريوك"، و"كيدرولعومر")، الذي يفسر القصة باعتبارها نتاجًا للدعاية المناهضة للبابليين أثناء أسر اليهود في بابل في القرن السادس:
بعد التعريف الذي قدمه بوهل على نطاق واسع، ولكن الخاطئ، لتو -ود-حول-ا مع أحد الملوك الحثيين المسمى تودالياس، وجد تدمر الحل الصحيح من خلال مساواته بالملك الآشوري سنحاريب (انظر تيدال). حدد أستور (1966) الملكين المتبقيين من نصوص كيدرلعومر وهما توكولتي-نينورتا الأول ملك آشور (انظر أريوك) ومرودخ بلادان الكلداني (انظر أمرافيل). القاسم المشترك بين هؤلاء الحكام الأربعة هو أن كل واحد منهم، على حدة، احتل بابل، واضطهدها بدرجة أكبر أو أقل، وسلب تماثيلها الإلهية المقدسة، بما في ذلك تمثال إلهها الرئيسي مردوخ؛ وعلاوة على ذلك، وصلوا جميعًا إلى نهاية مأساوية. ...كل محاولات إعادة بناء العلاقة بين نصوص كدرلعومر وسفر التكوين 14 لا تزال مفكرية.   ومع ذلك، يبدو أن الأدلة المتاحة تتوافق مع الفرضية التالية: يهودي في بابل، مطلقا في اللغة الأكادية والخطوط الكنيفية، وجدت في نسخة مبكرة من نصوص كدرلعومر أشياء معينة تتوافق معها مشاعره المناهضة للبابيلونية.
ويعتقد الآن أن "ألواح كدرلعومر" تعود إلى القرن السابع أو السادس قبل الميلاد، أي بعد ألف عام من عصر حمورابي، ولكن تقريبًا في الوقت الذي يُعتقد أن العناصر الرئيسية لسفر التكوين قد تم تدوينها فيه. يعتبر عالم بارز آخر أن العلاقة بين اللوح وسفر التكوين تخمينية، لكنه يحدد تودولا كإشارة مبطنة إلى سنحاريب ملك آشور، وكدرلعومر كـ "ذكرى لملك عيلام في القرن الثاني عشر قبل الميلاد والذي حكم بابل لفترة وجيزة". وعلى نحو مماثل، في عام 1898، أظهر ليونارد كينغ أن قراءة شيل لـ Kudur-nuḫgamar على لوح حمورابي كانت قراءة خاطئة لاسم Inuḫsamar.
كانت المحاولة الجادة الأخيرة لوضع إبراهيم التاريخي في الألفية الثانية نتيجة لاكتشاف اسم أبي رامو في العقود البابلية التي يرجع تاريخها إلى حوالي عام 2000 قبل الميلاد، ولكن هذا الخط من الحجة فقد قوته عندما تبين أن الاسم كان شائعًا أيضًا في الألفية الأولى، مما ترك السرديات الأبوية في تسلسل زمني توراتي نسبي ولكن دون مرساة في التاريخ المعروف للشرق الأدنى.
وقد اختلف بعض العلماء في هذا الرأي: إذ يؤكد كيتشن أن الفترة التاريخية الوحيدة المعروفة التي تمكن فيها ملك عيلام، بينما كان متحالفًا مع لارسا، من تجنيد ملك حثي وملك إيشونة كشركاء وحلفاء في حرب ضد المدن الكنعانية كانت في زمن بابل القديمة حوالي 1822-1764 قبل الميلاد. كان هذا عندما كانت بابل تحت حكم حمورابي وكان ريم سين الأول (إيري-أكو) يسيطر على ماري، التي كانت مرتبطة من خلال التجارة بالحثيين وحلفاء آخرين على طول نهر الفرات. وقد تم ذكر هذه التجارة في رسائل ماري، وهو المصدر الذي يوثق علاقة جيوسياسية تعود إلى الوقت الذي كانت فيه سفن دلمون ومكان وملوحه ترسو على أرصفة أجادا في زمن سرجون. في فترة بابل القديمة، حوالي 1822-1764 قبل الميلاد، جمع ريم سين الأول (إيري أكو) ملوك سوريا والأناضول الذين كانت ممالكهم تقع على نهر الفرات في تحالف ركز على ماري التي كان ملكها شمشي أدد. ويستخدم كيتشن السياق الجغرافي السياسي، وثمن العبيد، وطبيعة العهود التي عقدها إبراهيم لتأريخ الأحداث التي واجهها. ويرى أن العهود بين إبراهيم والشخصيات الأخرى التي واجهها إبراهيم في نقاط مختلفة من رحلاته، هي عبارة عن قطع أثرية نصية يمكن تأريخها في شكل وثائق قانونية يمكن مقارنتها بشكل الوثائق القانونية من فترات مختلفة. ومن المثير للاهتمام بشكل خاص العلاقة بين إبراهيم وزوجته سارة. عندما ثبت أن سارة عاقر، عرضت خادمتها هاجر على النبي إبراهيم لتكون وريثًا. يؤدي هذا الترتيب، إلى جانب جوانب أخرى من عهود إبراهيم، إلى نطاق تاريخي ضيق نسبيًا يعتقد كيتشن أنه يتوافق مع زمن حمورابي.